# Никола Калчев
Никола Пенчев Калчев е български политик от БКП.

## Биография
Никола Калчев е роден на 26 декември 1926 г. в с. Владиня, Ловешко. От 1941 г. става член на РМС, а от 1945 г. и на БРП (к). Между 1943 и 1944 г. е хвърлен в затвора, осъден по ЗЗД поради участието си в младежкото революционно движение.
След 9 септември 1944 г. завършва машинно инженерство (1950) и се издига до заместник-председател на Държавния комитет по планиране и първи заместник-министър на външната търговия. Бил е завеждащ отдел „Промишлен“ при ЦК на БКП. Известно време е директор на ДСО „Технокомплект“. В периода 1974 – 1976 г. е председател на комитета за външноикономически връзки, министър на машиностроенето и металургията (1976 – 1977). Между 1976 и 1990 г. е член на ЦК на БКП. От 1979 до 1981 г. е председател на Държавния комитет по стандартизация към Министерския съвет и заместник-министър на външната търговия (1986 – 1988). От юли 1981 г. е първи заместник-председател на Държавния комитет за наука и технически прогрес. Пенсионира се през 1989 г.